# Hoplitis albifrons
Hoplitis albifrons is een vliesvleugelig insect uit de familie Megachilidae. De wetenschappelijke naam van de soort is voor het eerst geldig gepubliceerd in 1837 door Kirby.